# ヂク (潜水艦・2代)
ヂク（波: ORP Dzik）は、ポーランド海軍の保有した通常動力型潜水艦である。艦名は、ポーランド語で「猪」という意味。ポーランド海軍での正式分類は潜水艦 (okręt podwodny) であった。退役後は、一部分がポーランド国内の博物館に展示されている。

## 概要

### 建造
「ヂク」は、元はソビエト連邦（以下、ソ連）がソビエト連邦海軍（以下、ソ連海軍）向けに建造した潜水艦であった。当初の艦名は「B-29 (Б-29) 」で、 641型潜水艦の44番艦であった。ソ連海軍での正式分類では、大型潜水艦 (большая подводная лодка) に類別された。
建造はロシア共和国・レニングラードの第196造船工場（『スドメーフ』）で行われ、工場番号は821であった。1966年1月6日付けで海軍へ登録され、同年3月25日に起工、同年5月20日に進水した。その年の夏のうちに引渡し基地となるセヴェロドヴィンスクへ回航され、受領試験が実施された。同年11月28日には竣工し、海軍へ引き渡された。12月12日付けで北方艦隊へ編入され、ポリャールヌイにあるポリャールヌイ基地に駐留する第4潜水艦艦隊・第69潜水艦戦隊へ配備された。

### 北方艦隊
1967年には、大西洋北東域において任務に就いた。1968年には、地中海において任務に就いた。1969年には、第4潜水艦艦隊・第96潜水艦戦隊へ配属替えを受けた。1970年5月25日まで地中海で任務に就いていたが、その間に無人航空機によって発見された。1971年12月10日から1972年6月24日にかけて、第69潜水艦戦隊に所属して地中海での任務に就いた。1973年9月には、第4潜水艦艦隊・第161潜水艦戦隊へ配属替えを受けた。第四次中東戦争に備えた兵力増強計画により、1973年9月15日から1974年10月8日のあいだ、第69潜水艦戦隊に所属して地中海へ派遣された。
1976年8月20日から1977年6月10日にかけて、クロンシュタットにおいてオーバーホールを受けた。1977年6月から1978年2月12日にかけて、地中海で任務を遂行した。1978年5月31日からも、地中海に派遣されて任務に就いた。1981年8月10日から1982年3月1日にかけてと1983年5月3日から12月29日にかけて、そして1985年4月1日から1986年2月28日にかけての期間もまた、地中海で任務に就いた。
1986年には、修理を受けるためにクロンシュタットへ回航された。これに伴い、所属をレニングラード海軍基地・第4艦船練習師団・第25潜水艦戦隊・第10修理潜水艦隊へ移した。同年11月24日から1988年2月9日にかけて、クロンシュタット海軍工場でオーバーホールを受けた。

### ポーランド海軍
1988年11月9日、ウスチ＝ドヴィーンスクにてポーランド人民共和国から派遣された乗員に引き渡された。同年12月6日付けでソ連海軍を退役し、翌12月7日付けで正式にポーランド人民共和国海軍に編入され、「ヂク」と改名された。当初は、ソ連からの貸与の形で提供されていた。12月12日にはリガを去り、翌12月13日にグディニャ軍港へ入港した。
1993年には、姉妹艦「ヴィルク(ORP Wilk) 」とともにポーランド共和国によって購入された。グディニャに基地を置く第3艦船小艦隊・潜水艦隊所属とされた。1990年代を通じて、北大西洋条約機構各国との合同演習に参加した。ポーランド海軍時代、セイルには艦名に由来する猪の絵が書かれていた。
中古で導入するコッベン級潜水艦に代替される形で、2003年11月7日付けで退役した。導入された 5隻のコッベン級の運用コストは、 2隻のフォックストロット級の半分であった。2005年4月から5月にかけて、グダニスク造船所で解体作業が行われた。セイルは保存されることになり、グディニャ海軍博物館で展示されている。

## 艦長
| 代 | 氏名               | 就任 | 退任                |
| -- | ------------------ | ---- | ------------------- |
| 1  | I・F・ドブレツォフ | ?    | 1967/, 1968/, 1969/ |

| 代 | 氏名                         | 就任 | 退任 |
| -- | ---------------------------- | ---- | ---- |
| 1  | ルィシャルト・ラトス         |      |      |
| 2  | ユゼフ・バランスキ           |      |      |
| 3  | チェスワフ・ディクティンスキ |      |      |
| 4  | ミロスワフ・モルデル         |      |      |
| 5  | ヤロスワフ・ミウォフスキ     |      |      |
| 6  | スワヴォミル・クジミツキ     |      |      |
| 7  | ダリウシュ・ラロフスキ       |      |      |